# Variola
Variola – rodzaj ryb okoniokształtnych z rodziny strzępielowatych.

## Klasyfikacja
Gatunki zaliczane do tego rodzaju:
- Variola albimarginata
- Variola louti – wariola[potrzebny przypis]